# Flagge Jerusalems

Flagge Jerusalems
Seitenverhältnis 8:11

Die Flagge Jerusalems besteht aus dem Gerüst der Flagge Israels sowie dem in der Mitte eingefügten Wappen der Stadt Jerusalem. Bei dem im Sechstagekrieg 1967 von der israelischen Armee eroberten Jerusalem wurde lange diskutiert, wie das Stadtwappen oder die Flagge auszusehen habe.

## Beschreibung
Es wurde schließlich entschieden, dass der Davidstern aus der Israelflagge dem „Löwen Juda“ (Bibel: Gen 49,9 ) weichen müsse. Juda, einer der zwölf Söhne Jakobs gilt als Stammvater des biblischen David, auf letzteren geht der Davidstern (מגן דוד – Magen David) zurück. Die symbolisierte Mauer im Hintergrund stellt die Klagemauer dar, die Farbe Gelb steht für den Jerusalemer Meleke-Kalkstein.
Die beiden blauen Bänder wurden aus der israelischen Nationalflagge übernommen, in der sie auf die jüdische Gebetskleidung (Tallit) zurückgehen.
Der Schriftzug ירושלים über dem Wappen ist der hebräische Name Jerusalems (Jeruschalajim).

## Politischer Hintergrund und Brisanz
Die Verwandtschaft mit der Nationalflagge Israels ist beabsichtigt, um den Anspruch der israelischen Regierung auf die gesamte Stadt Jerusalems als ewige Hauptstadt zu rechtfertigen. Die Flagge wird von der palästinensischen Übergangsregierung nicht anerkannt, denn diese akzeptiert die Zugehörigkeit von Ostjerusalem zum Staat Israel nicht.